# Holosade
Holosade ist eine englische Metal-Band aus Darlington, die im Jahr 1985 gegründet wurde und sich 1991 auflöste. Im Jahr 1994 fand die Band kurz zusammen, ehe sie sich wieder auflöste. Seit 2011 spielt die Band wieder Konzerte.

## Geschichte
Die Band wurde im Jahr 1985 von Sänger Phillip De Sade gegründet. Noch im selben Jahr erschien das erste Demo Vendetta, dem im Jahr 1986 ein zweites Demo folgte, das die Lieder Set Me Free und Only In Love enthielt. Außerdem war die Band mit dem Lied Cries In the Night auf der Kompilation The Metal Collection von Ebony Records vertreten. Anfang 1986 verließ Bassist Kevin Hole die Band und wurde durch Colin Bell ersetzt. Als Gitarrist kam Simon „Jack Hammer“ Jones zur Besetzung. Daraufhin nahm die Band ein neues Demo auf, das die zwei Lieder Love it to Death und Vicious enthielt. Im Jahr 1987 wurde das Demo Psycho/Eternal Life in den Impulse Studios von Neat Records aufgenommen, wobei Paul Evo (Warfare) als Produzent tätig war. Gegen Ende des Jahres verließ Schlagzeuger Michael „Damien“ Lee die Band. Auch Bassist Colin Bell verließ die Band und wurde gegen Ende des Jahres durch Mac ersetzt. Im Jahr 1988 folgte das Debütalbum Hell House über Powerstation Records. Der Veröffentlichung schlossen sich Touren zusammen mit Bands wie Demon und Skeleton Crew an. Obwohl die Band ein zweites Album plante, trennte sie sich von ihrem Label. Außerdem verließ Gitarrist Jones Anfang 1989 die Band, um Sabbat beizutreten, während Bassist Mac zu Acid Reign wechselte. Als Ersatz kamen Gitarrist Paul Trotter und Bassist Chris Bently zur Band. Als neuer Schlagzeuger kam außerdem Andy Barker zur Besetzung. Nachdem im Jahr 1989 das Demo The Return erschienen war, löste sich die Band im Jahr 1991 nach einem Auftritt als Vorband für Venom im Marquee Club auf. Im Jahr 1994 gründete Gitarrist Jones die Band neu. Die Band nahm ein zweites Album auf, das jedoch nie veröffentlicht wurde. Die Gruppe löste sich etwas später wieder auf. Im September 2011 fand die Band wieder zusammen.

## Stil
Die Band spielt eine Mischung aus Power- und Thrash-Metal, die mit den frühen Werken von Helstar und Tension vergleichbar ist. Auch sind die Einflüsse von klassischem Heavy Metal teilweise stark hörbar.

## Diskografie
- 1985: Vendetta (Demo, Eigenveröffentlichung)
- 1986: Demo II (Demo, Eigenveröffentlichung)
- 1986: Demo III (Demo, Eigenveröffentlichung)
- 1987: Psycho/Eternal Life (Demo, Eigenveröffentlichung)
- 1987: Battleaxe (Split mit The Black Riders, Teacher’s Pet und Kes, Other Records)
- 1988: Hell House (Album, Powerstation Records)
- 1989: The Return (Demo, Eigenveröffentlichung)
- 1990: Live at the Marquee May (Live-Album, Eigenveröffentlichung)
- 1994: A Circle of Silent Screams (Demo, Eigenveröffentlichung)